# Edelmiro Farrell
Edelmiro Julián Farrell (Lanús, 12 de febrer de 1887 – Buenos Aires, 31 d'octubre de 1980) fou un militar argentí, que va exercir de facto la Presidència de la Nació de 1944 a 1946, durant l'anomenada Revolució del 43, dirigint així la segona de les sis dictadures militars que van governar el país.
Va néixer a Lanús, en el seu moment al Partit d'Avellaneda, encara que actualment forma part del Partit de Lanús.
Va cursar al Col·legi Militar l'any 1907, obtenint el títol de Subtinent d'Infanteria. Va passar a formar part d'un regiment alpí italià de 1924 a 1926.
El 1943 va participar en el cop d'estat que va significar la Revolució del 43 exercint els càrrecs de Ministre de Guerra i Vicepresident de la Nació sota el govern del General Pedro Pablo Ramírez fins que aquest va ser destituït, data en què va assumir per delegació el càrrec de President de la Nació (de facto) interinament des del 25 de febrer de 1944 i definitivament per renúncia de Ramírez, des del 9 de març fins al 4 de juny de 1946.
El 1945, al mes de juliol, Farrell va anunciar que es durien a terme eleccions presidencials, en les quals va ser elegit com a nou cap d'estat Juan Domingo Perón.